# Communauté de communes du Grand Châteaudun
La communauté de communes du Grand Châteaudun est une structure intercommunale française, située dans le département d'Eure-et-Loir et la région Centre-Val de Loire.
Elle est issue de la fusion en 2017 des communautés de communes des Trois Rivières, du Dunois et des Plaines et Vallées dunoises, avec extension à dix communes issues de la communauté de communes du Perche-Gouët.

## Historique
En octobre 2015, le Schéma de coopération intercommunale (SDCI) préconise la fusion des trois communauté de communes mais seule la communauté de communes des Trois Rivières ne respectait pas les critères imposées par la loi NOTRe. 
La proposition de regroupement de ces trois EPCI prend en compte l’influence de l’aire urbaine de Châteaudun et des bassins de vie autour de Châteaudun et de Cloyes-sur-le-Loir. En outre, les trois communautés de communes ont initié une étude visant à diagnostiquer le territoire et à mesurer l’impact d’une fusion. La communauté de communes du Perche-Gouët a également participé au lancement de cette étude mais seule une fraction de communes sera associé à la structure selon la volonté exprimée par les conseils municipaux : il s'agit des communes de Mézières-au-Perche, Bullou, Gohory, Brou, Dampierre-sous-Brou, Unverre, Moulhard, Yèvres, La Bazoche-Gouet et Chapelle-Guillaume. Les six autres communes se répartissent entre trois autres communautés de communes (communauté de communes du Perche, communauté de communes Entre Beauce et Perche, communauté de communes Terres de Perche)
La communauté de communes du Bonnevalais a été associée mais les élus ont choisi le statu quo.
L'arrêté préfectoral de création par fusion-extension a été pris le 6 décembre 2016.
Le 1er janvier 2018, Bullou et Mézières-au-Perche fusionnent avec Dangeau (ancienne commune) pour constituer la commune nouvelle de Dangeau, qui adhère à la communauté de communes du Bonnevalais.
Élu maire en juillet 2020, Fabien Verdier, également président de la communauté de communes du Grand Châteaudun, souhaite développer un aéroport d'affaires sur le site de l'ancienne base aérienne et espère capter la clientèle d’affaires du sud de l’Ile-de-France. Le 9 juillet 2021, il publie une tribune pour demander le soutien financier de l’État dans le cadre de ce projet, ajoutant que la restructuration du site permettrait de créer une centrale photovoltaïque de 84 ha et d'aménager des espaces de protection de la biodiversité. Le projet prévoit également de construire un musée de l'air qui utiliserait notamment les collections du Conservatoire d’aéronefs non-opérationnels de la base.
Le Grand Châteaudun a lancé en avril 2021 un appel d'offres pour transformer l'ancien hippodrome de Châteaudun en pépinière d'entreprises sur 46 hectares.

## Urbanisme
Le Grand Châteaudun élabore le PLUIH (plan local d'urbanisme intercommunal-habitat). Ce document régit les possibilités de construction d'habitat ou économique sur les 23 communes du territoire. Il sera effectif en 2023 et sera valable jusqu'en 2035. Il réglemente les sols et leurs usages en les classifiant permettant ainsi de définir les espaces constructibles et les espaces à préserver. Le Grand Châteaudun a impliqué la population à l'élaboration de ce document en organisant une série de réunion publique de concertation pendant l'année 2021.

## Développement industriel
Le Grand Châteaudun constitue un bassin économique et industriel important pour le sud de l'Eure-et-Loir. Avec plus de 2 400 entreprises dans ses 20 zones d'activités, le territoire affiche un taux de chômage de 6.3% bien inférieur à la moyenne nationale de 7.4%. Son développement industriel s'est fortement accéléré ces derniers mois avec notamment l'implantation d'un second site du groupe Vorwerk, à Donnemain-Saint-Mamès, pour un investissement total de 57 millions d'euros et la création de 74 emplois dans un premier temps. Déjà présent avec un site de production sur la commune de Cloyes-Les-Trois-Rivières, le groupe constructeur du robot électroménager Thermomix a choisi de rester et de s'étendre dans le Grand Châteaudun.

### Projet de réhabilitation de l'ex base aérienne de Châteaudun
Depuis 2020 et la nouvelle mandature, le Grand Châteaudun porte un important projet de réhabilitation du site de l'aérodrome de Châteaudun. Après la dissolution de la base aérienne 279 en juillet 2021 et le départ progressif des militaires, un important projet de réhabilitation du site tourné vers l'aéronautique est en cours. Activité de bords de piste, location de hangars, ferme photovoltaïque, et à plus long terme, aviation d'affaires sont des idées vers lesquelles le Grand Châteaudun souhaite se tourner. Le  projet global a reçu l'accord favorable du Conseil économique, social et environnemental régional (CESER) en février dernier,.
Propriétaire du site depuis octobre 2022, le Grand Châteaudun s'efforce de construire un projet aéronautique innovant et éco-responsable sur cette ancienne base aérienne. Les élus communautaires travaillent à développer un pôle de compétence aéronautique afin d'attirer un grand nombre d'entreprises du secteur.

## Territoire communautaire

### Géographie
Située au sud du département d'Eure-et-Loir, la communauté de communes du Grand Châteaudun regroupe 23 communes et présente une superficie de 787,4 km2.

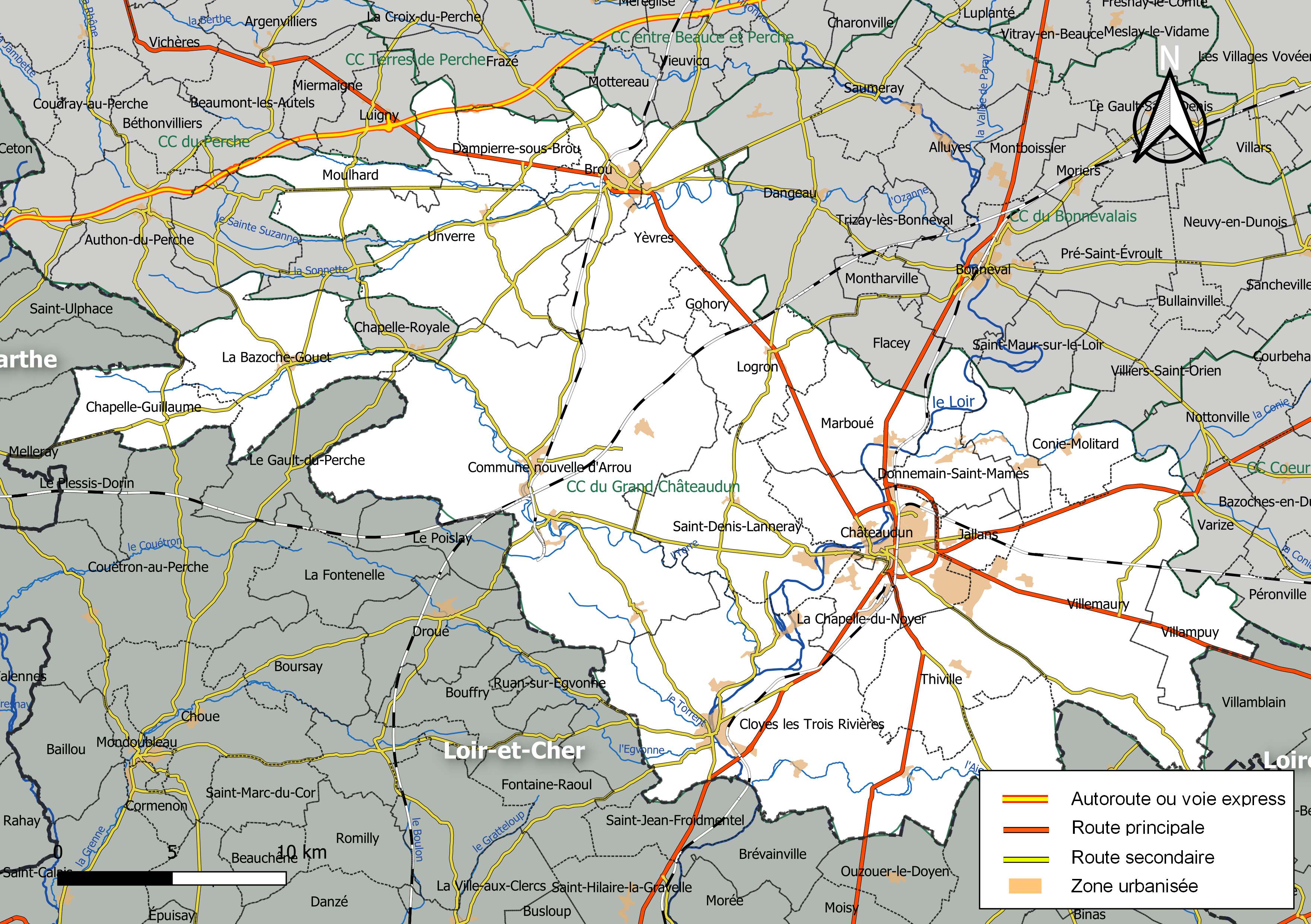
Carte de la communauté de communes du Grand Châteaudun au 1er janvier 2019.

### Composition

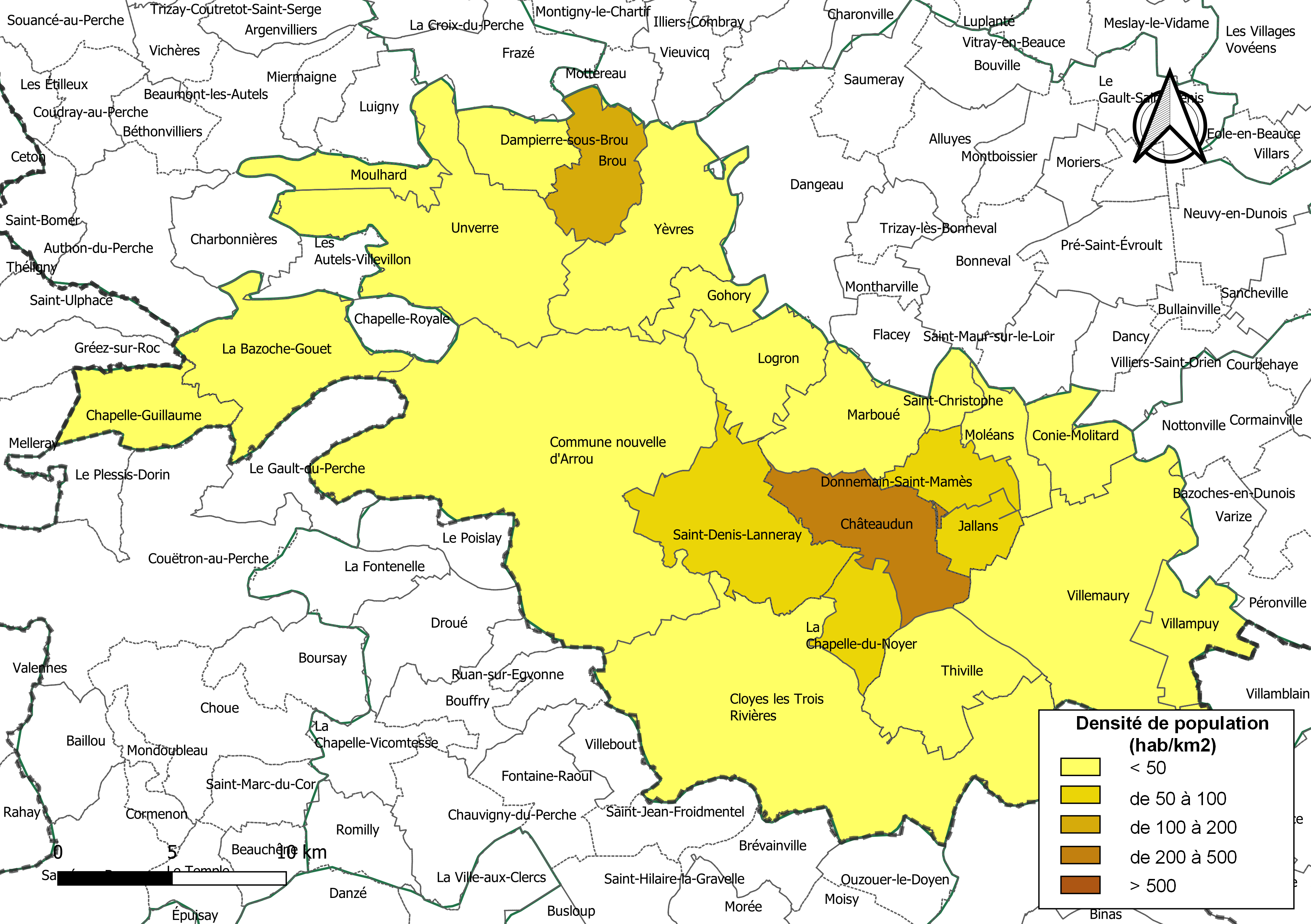
Carte des densités de population (millésimée 2016) des communes de la communauté de communes du Grand Châteaudun. Composition en communes au 1er janvier 2019.

La communauté de communes est composée des 23 communes suivantes :

| Nom                       | Code Insee | Gentilé           | Superficie (km2) | Population (dernière pop. légale) | Densité (hab./km2) |
| ------------------------- | ---------- | ----------------- | ---------------- | --------------------------------- | ------------------ |
| Châteaudun (siège)        | 28088      | Dunois            | 28,48            | 12 898 (2022)                     | 453                |
| La Bazoche-Gouet          | 28027      | Bazochiens        | 37,44            | 1 230 (2022)                      | 33                 |
| Brou                      | 28061      | Broutains         | 19,83            | 3 245 (2022)                      | 164                |
| La Chapelle-du-Noyer      | 28075      | Noyocapellois     | 13,31            | 1 014 (2022)                      | 76                 |
| Chapelle-Guillaume        | 28078      | Castelguillaumois | 19,86            | 182 (2022)                        | 9,2                |
| Cloyes-les-Trois-Rivières | 28103      |                   | 119,19           | 5 601 (2022)                      | 47                 |
| Conie-Molitard            | 28106      | Moliconays        | 15,17            | 389 (2022)                        | 26                 |
| Dampierre-sous-Brou       | 28123      | Dampierrois       | 14,56            | 445 (2022)                        | 31                 |
| Donnemain-Saint-Mamès     | 28132      | Mamésiens         | 12,78            | 661 (2022)                        | 52                 |
| Gohory                    | 28182      |                   | 9,47             | 319 (2022)                        | 34                 |
| Jallans                   | 28198      | Jallanais         | 8,99             | 787 (2022)                        | 88                 |
| Logron                    | 28211      | Logronais         | 22,64            | 587 (2022)                        | 26                 |
| Marboué                   | 28233      | Marbouésiens      | 26,56            | 1 124 (2022)                      | 42                 |
| Moléans                   | 28256      | Moléanais         | 11,09            | 442 (2022)                        | 40                 |
| Moulhard                  | 28273      | Moulhardais       | 11,17            | 139 (2022)                        | 12                 |
| Saint-Christophe          | 28329      |                   | 6,13             | 148 (2022)                        | 24                 |
| Saint-Denis-Lanneray      | 28334      |                   | 40,43            | 2 095 (2022)                      | 52                 |
| Thiville                  | 28389      | Thivillois        | 27,8             | 337 (2022)                        | 12                 |
| Unverre                   | 28398      | Unverrois         | 62,33            | 1 212 (2022)                      | 19                 |
| Vald'Yerre                | 28012      |                   | 145,3            | 3 608 (2022)                      | 25                 |
| Villampuy                 | 28410      |                   | 16,71            | 298 (2022)                        | 18                 |
| Villemaury                | 28330      |                   | 76,45            | 1 300 (2022)                      | 17                 |
| Yèvres                    | 28424      | Yèvrois           | 41,75            | 1 673 (2022)                      | 40                 |

### Démographie
| 1968   | 1975   | 1982   | 1990   | 1999   | 2009   | 2014   | 2020   |
| ------ | ------ | ------ | ------ | ------ | ------ | ------ | ------ |
| 40 110 | 40 980 | 41 852 | 41 422 | 41 324 | 41 992 | 41 463 | 39 903 |

## Administration

### Siège
Le siège de la communauté de communes est situé au 2, route de Blois à Châteaudun.

### Les élus
La communauté de communes est gérée par un conseil communautaire composé de 55 conseillers élus pour une durée de six ans.
Ils sont répartis comme suit :
| Nombre de conseillers | Communes                  |
| --------------------- | ------------------------- |
| 17                    | Châteaudun                |
| 7                     | Cloyes-les-Trois-Rivières |
| 5                     | Vald'Yerre                |
| 4                     | Brou                      |
| 3                     | Saint-Denis-Lanneray      |
| 2                     | Yèvres                    |
| 1 (+ 1 suppléant)     | les 17 autres communes    |

### Présidence
| Période         | Période         | Identité       | Étiquette | Qualité                           |
| --------------- | --------------- | -------------- | --------- | --------------------------------- |
| 3 janvier 2017  | 15 juillet 2020 | Alain Venot    | LR        | maire de Châteaudun (2014 → 2020) |
| 15 juillet 2020 | En cours        | Fabien Verdier | DVG       | maire de Châteaudun (2020 → )     |

### Syndicats
La communauté de communes adhère à plusieurs syndicats
- Syndicat mixte d'Aménagement et de Restauration du Bassin du Loir en Eure-et-Loir
- Syndicat intercommunal pour la collecte et le traitement des ordures ménagères de la région de Châteaudun
- Syndicat mixte pour la collecte et le traitement des ordures ménagères de la région de Bonneval, Brou, Illiers-Combray
- Syndicat intercommunal pour la collecte et le traitement des ordures ménagères de la région de Nogent-le-Rotrou
- Syndicat intercommunal de regroupement pédagogique et de ramassage scolaire de Logron, Gohory, Lanneray
- Syndicat mixte ouvert Eure-et-Loir Numérique
- Syndicat du Pays Dunois
- Syndicat mixte d'aménagement foncier d'Eure-et-Loir
- Syndicat des eaux de Saint-Denis-les-Ponts